# Ferrovia Winterthur-Etzwilen
La ferrovia Winterthur-Etzwilen è una linea ferroviaria a scartamento normale della Svizzera.

## Storia
Il 5 aprile 1875 si costituì la Schweizerische Nationalbahn (SNB), nata dalla fusione di due società preesistenti, la "Winterthur-Singen-Kreuzlingen" e la "Winterthur-Zofingen" con il fine di creare una linea tra l'est e l'ovest della Svizzera in concorrenza con le ferrovie già esistenti, in particolare la Schweizerische Nordostbahn (NOB). La neonata società aprì il 17 luglio 1875 la tratta orientale del suo progetto, tra Costanza, Kreuzlingen ed Etzwilen, con le diramazioni Winterthur-Etzwilen ed Etzwilen-Singen. In preda a difficoltà finanziarie a causa dell'errata pianificazione dei tracciati e delle manovre di disturbo dei concorrenti, la SNB entrò in liquidazione nel 1878; le sue linee vennero rilevate dalla NOB il 1º ottobre 1880.
La NOB venne nazionalizzata il 1º gennaio 1902: le sue linee entrarono a far parte delle Ferrovie Federali Svizzere (FFS).
La linea fu elettrificata il 7 ottobre 1946, insieme alla tratta Etzwilen-Stein am Rhein della linea Sciaffusa-Rorschach.

## Caratteristiche
La ferrovia, a scartamento normale, è lunga 31,82 km, è elettrificata a corrente alternata monofase con la tensione di 15.000 V alla frequenza di 16,7 Hz; la pendenza massima è del 13 per mille. È a binario unico, tranne nella tratta Winterthur-Oberwinterthur.

### Percorso
| Continuation backward |

|  | Unknown route-map component "ABZg+l" | Unknown route-map component "CONTfq" |

| Station on track |

|  | Unknown route-map component "ABZgl" | Unknown route-map component "CONTfq" |

| Unknown route-map component "CONTgq" | Unknown route-map component "ABZgr" |  |

| Station on track |

| Unknown route-map component "CONTgq" | Unknown route-map component "ABZgr" |  |

| Stop on track |

| Stop on track |

| Unknown route-map component "SKRZ-Ao" |

| Station on track |

| Station on track |

| Station on track |

| Small arched bridge over water |

| Station on track |

| Station on track |

|  | Unknown route-map component "ABZg+l" | Unknown route-map component "CONTfq" |

| Station on track |

|  | Unknown route-map component "ABZgl" | Unknown route-map component "CONTfq" |

| Continuation forward |

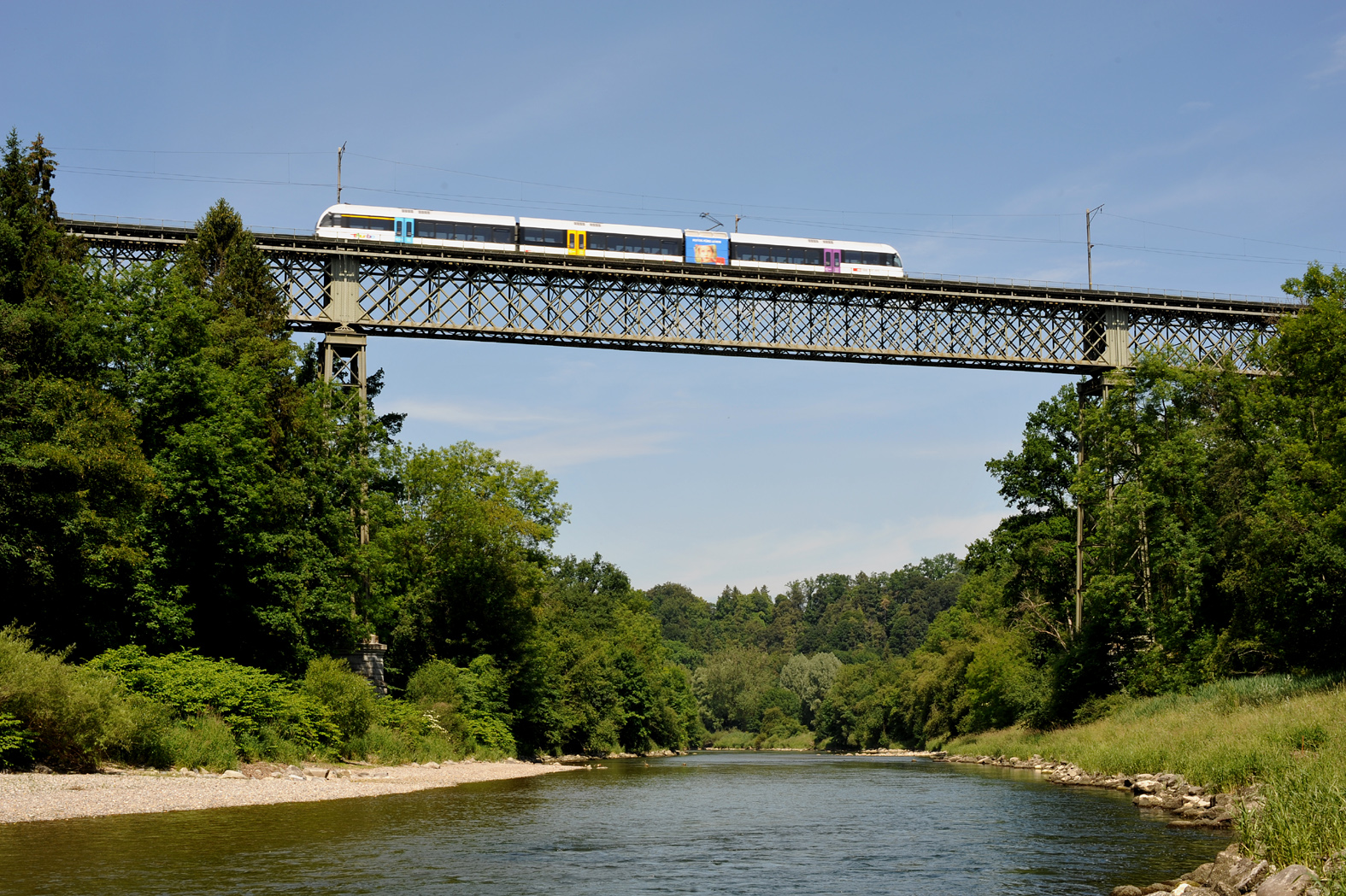
Un convoglio sul ponte sul fiume Thur di Ossingen

La linea parte dalla stazione di Winterthur, e ad Oberwinterthur si distacca dalla ferrovia per Romanshorn. Sovrappassata l'autostrada A1 poco prima di Seuzach, la linea attraversa il fiume Thur su un ponte a traliccio metallico lungo 332,5 metri costruito tra il 1874 e il 1875, rinforzato tra il 1899 e il 1906 e oggetto di ulteriori lavori di rinforzo nel 2021. La linea termina nella stazione di Etzwilen, situata nel comune di Wagenhausen, e comune alla ferrovia Sciaffusa-Rorschach e alla ferrovia-museo Etzwilen-Singen.